# PFK Ludogorets Razgrad
Maillots
Le Profesionalen Futbolen Klub Ludogorets 1945 Razgrad (en bulgare : Професионален Футболен Клуб „Лудогорец” 1945 Разград), plus couramment abrégé en Ludogorets, est un club bulgare de football fondé en 1945 et basé dans la ville de Razgrad.
Il évolue en Première Ligue bulgare dont il est le tenant du titre depuis 2012.
Le nom du club vient de la région dans laquelle se trouve Razgrad, le Loudogorié, région naturelle du nord-est de la Bulgarie. Les couleurs du club sont le vert et le blanc. Le club joue ses matchs à domicile à la Ludogorets Arena, d'une capacité de 12 500 places.

## Histoire

### 1945-2010: débuts et stagnation à l'échelon inférieur
Le Ludogorets Razgrad est fondé en 1945, lors de ses premières années les Vert et Blanc jouent dans les divisions inférieures du football bulgare, en troisième division (V Group ), lors de la saison 1961-1962 le club réussit à monter en deuxième division (B Group) mais n’arrivera pas à monter en première division. Lors des années 1990, le nom du club était Antibiotik, au début des années 2000, le club change encore de nom et se nomme Razgrad 2000, le club réussit à remonter en deuxième division lors de la saison 2009-2010.

### Depuis 2010: l'ère Kiril Domuschiev
En 2010, le club se renomme Ludogorets Razgrad, en juillet, Ivaylo Petev est nommé entraîneur. En septembre, le club est acheté par l'homme d'affaires Kiril Domuschiev, son projet et de faire monter le club en première division et de s'affirmer sur la scène nationale. Pour cela, il recrute des joueurs de qualité et investit dans les infrastructures du club. En mai 2010, le club remporte la B Group (deuxième division) et monte en première division (A Group) pour la première fois de son histoire.
Pour sa première saison en première division (2011-2012), les Aigles se donnent les moyens et recrutent des joueurs de qualité. Le club réalise un très bon début de saison en étant invaincu pendant les neuf premiers matchs. À la trêve hivernale, le club est en tête du championnat, mais avec trois défaites de suite, le club perd sa première place au profit du CSKA Sofia qui la gardera jusqu'au dernier match de la saison. Lors du dernier match qui oppose les Vert et Blancs face au CSKA Sofia, Ludogorets devait gagner pour être champion, les joueurs de Ivaylo Petev gagnent le match 1-0 et deviennent pour la première fois de leur histoire, en étant promu, champion de Bulgarie avec un point d'avance sur le CSKA Sofia. Le 16 mai 2012, Ludogorets réalise le doublé en remportant sa première coupe de Bulgarie, en battant le Lokomotiv Plovdiv 2-1. En août 2012, Ludogorets remporte sa première supercoupe de Bulgarie après avoir à nouveau battu le Lokomotiv Plovdiv 3-1 et devient le premier club promu à réaliser un triplé lors d'une saison.
Ludogorets démarre très bien la saison 2012-2013. Le club est leader du championnat à la trêve hivernale avec une seule défaite, une lutte acharnée avec le Levski Sofia a lieu, à trois journées de la fin le club perd sa place de leader en perdant 1-0 contre le Levski Sofia dans les dernières secondes de jeu. Mais cette contre-performance n'empêche pas les Vert et Blanc de décrocher leur deuxième championnat en profitant de l’étonnant faux-pas du Levski Sofia contre le Slavia Sofia (1-1), de leur côté les Aigles gagnent leur dernier match contre le PFC Montana (3-0). En coupe de Bulgarie Ludogorets est éliminé en huitièmes de finale par le CSKA Sofia. En juillet 2013, Ludogorets joue sa deuxième finale en supercoupe de Bulgarie mais ne gagne pas le trophée cette fois-ci, 1-1 après 90 minutes de jeu et 5-4 aux tirs au but pour le Beroe Stara Zagora.

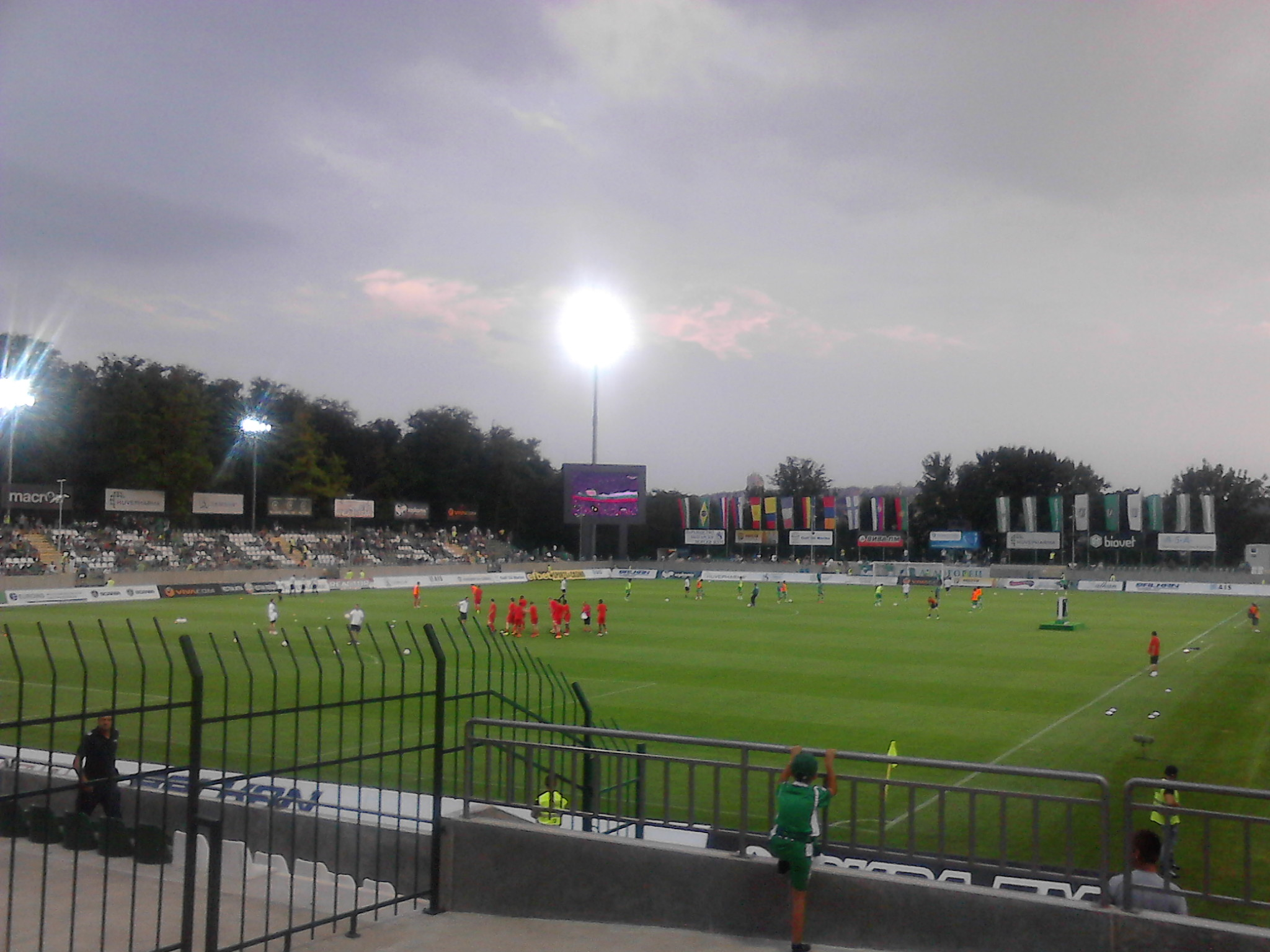
Avant le match Ludogorets-CSKA Sofia (2014-2015).

Lors de la saison 2014-2015 les Aigles dominent le championnat tout au long de l'année. Le 7 mai 2014, les Vert et Blanc gagnent leur troisième championnat de suite, à deux journées de la fin avec une victoire contre le Lokomotiv Plovdiv 1-0 grâce à un but de Roman Bezjak. Le 15 mai 2014 Ludogorets réalise le doublé en remportant la Coupe de Bulgarie, après une victoire 1-0 contre le Botev Plovdiv en finale. En août 2014 les verts et blancs remportent leur deuxième Supercoupe de Bulgarie après une victoire 3-1 contre le Botev Plovdiv 3-1, et réalise ainsi le triplé.
Lors de la saison 2014-2015 Ludogorets est de nouveau champion de Bulgarie, les Vert et Blanc sont officiellement champions le 15 mai 2015 lors du match contre leur concurrent direct pour le titre, le Lokomotiv Sofia, avec une large victoire 4-1. Lors de cette saison les principaux rivaux était les deux clubs de Sofia, le Lokomotiv Sofia et le CSKA Sofia qui était leader à la trêve mais les confrontations directes avec les deux clubs de Sofia ont montré la supériorité des Aigles. En coupe de Bulgarie Ludogorets a atteint la demi-finale, éliminé par le Levski Sofia (0-0,1-0).
Lors de la saison 2015-2016 Ludogorets a décroché son cinquième titre d’affilée de champion de Bulgarie, le 10 mai 2016 sans jouer à la suite de la défaite du Levski Sofia, à trois journées de la fin du championnat. Le championnat avait pourtant mal commencé pour les Aigles, Bruno Ribeiro en août puis Eduard Eranosyan en novembre sont licenciés pour mauvais résultats, le club rappelle alors l'ancien entraîneur des Vert et Blanc Georgi Dermendzhiev, il arrive à redresser le club avec une série de 15 matchs sans défaite, et obtient le titre de champion de Bulgarie en finissant avec 14 points d'avance sur le Levski Sofia.
Le Ludogorets Razgrad remporte son dixième titre consécutif lors de la 27e journée du Championnat de Bulgarie 2020-2021

### Performances en compétitions européennes
L'histoire de Ludogorets en compétitions européennes commence lors de la saison 2012-2013 avec un match de 2e tour préliminaire de Ligue des champions contre le Dinamo Zagreb, le match aller se termine sur le score de 1-1 à domicile, lors du match retour le score est de 3-2 pour le Dinamo Zagreb.

Lors de la saison 2013-2014 les Vert et Blanc éliminent le Slovan Bratislava au deuxième tour (2-1, 3-0) et se qualifient pour la première fois de leur histoire pour le troisième tour. Ils viennent alors à bout du Partizan Belgrade (2-1, 1-0). Lors du quatrième tour Ludogorets affronte le FC Bâle ; les Vert et Blanc essuient deux défaites face au club suisse (2-4, 2-0) et sont donc éliminés de la Ligue des champions, mais sont reversés en Ligue Europa. Les Aigles tombent dans le groupe B, où figurent le PSV Eindhoven, le Dinamo Zagreb et le Tchernomorets Odessa. À la surprise générale, les Aigles réussissent à dominer ce groupe en remportant cinq matchs sur six, terminant premiers du groupe avec 16 points. En 16es de finale ils sont opposés aux Italiens de la Lazio. Les Vert et Blanc créent une nouvelle fois la surprise et éliminent le club romain (0-1, 3-3). En huitièmes de finale, Ludogorets tombe contre le Valence CF. Les Vert et Blanc perdent leurs deux matchs (0-3, 1-0) et sont éliminés.

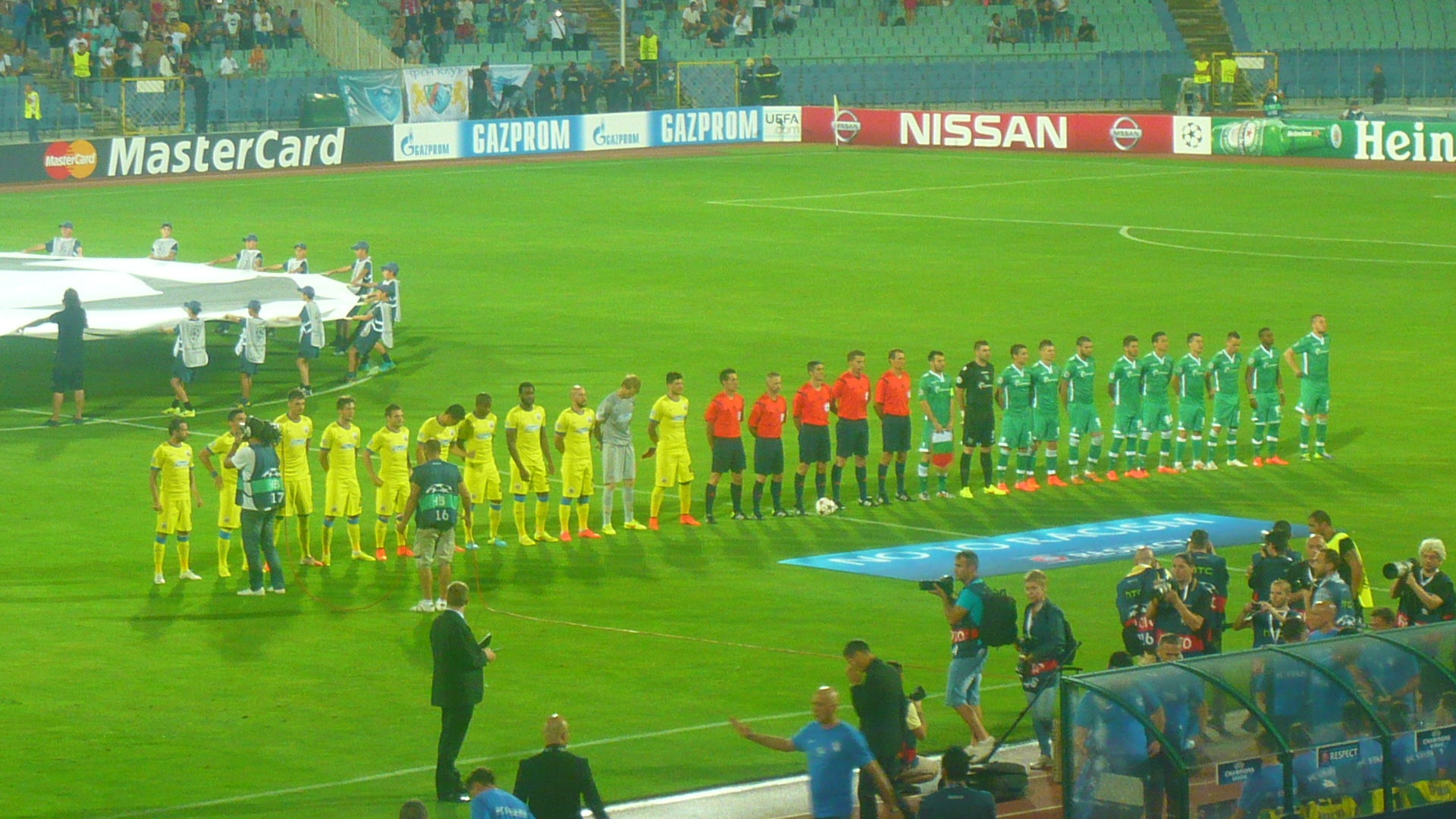
Ludogorets-Steaua un match historique pour le Ludogorets Razgrad.

Lors de la saison 2014-2015 Ludogorets élimine Dudelange au deuxième tour (4-0, 1-1 ). Lors du troisième tour, Ludogorets vient encore une fois à bout du Partizan Belgrade (0-0, 2-2). Entre ces deux matchs, Georgi Dermendzhiev reprend le poste d'entraîneur du club. Au quatrième tour ils éliminent le Steaua Bucarest. Le match retour a été marqué par l'exploit de Cosmin Moți, défenseur qui a fini dans les cages après l'exclusion du gardien de Ludogorets : pendant les tirs au but, non seulement il marque le sien, mais réussit encore l'exploit d'en arrêter deux, qualifiant son club pour la première fois pour une phase de groupe de Ligue des champions. Le score sur les deux matches est de 1-1, 6-5 t.a.b. Les Vert et Blanc tombent dans le groupe B. Pendant cette phase de groupe, Ludogorets parvient à faire douter Liverpool et le Real Madrid, et a également réussi à remporter son premier match en ligue des champions, 1-0 contre le FC Bâle. C’est également la première victoire remportée par un club bulgare à domicile à ce stade. Ludogorets finit cependant dernier du groupe avec 4 points.
Lors de la saison 2015-2016, Ludogorets est éliminé dès le deuxième tour préliminaire contre les Moldaves du Milsami (0-1, 2-1), une élimination qui est vécue comme un grand échec pour le club de Razgrad.
Lors de la saison 2016-2017 Ludogorets se défait facilement du club monténégrin du FK Mladost (2-0, 0-3). Au deuxième tour, ils affrontent ensuite l'Étoile rouge de Belgrade au troisième tour. Une victoire 4-2 à Belgrade après prolongations permet aux Vert et Blanc de rattraper son mauvais score du match aller (2-2) et de se qualifier pour les barrages. Opposés aux Tchèques du Viktoria Plzen, les Vert et Blanc gagnent à domicile (2-0) et assurent à l'extérieur (2-2). Ludogorets se qualifie pour la phase finale de la Ligue des champions pour la deuxième fois, où ils terminent troisièmes en accrochant notamment le PSG et le FC Bale  et se qualifient pour les 1/16es de finale de la Ligue Europa . Ils y sont éliminés par le FC Copenhague.

## Bilan sportif

### Palmarès
| Compétitions nationales |
| --- |
| \| - Championnat de Bulgarie (14) : - Champion : 2012, 2013, 2014, 2015, 2016, 2017, 2018, 2019, 2020, 2021, 2022, 2023, 2024 et 2025 - Coupe de Bulgarie (4) : - Vainqueur : 2012, 2014, 2023 et 2025. - Finaliste : 2017 et 2024. - Supercoupe de Bulgarie (8) : - Vainqueur : 2012, 2014, 2018, 2019, 2021, 2022, 2023 et 2024. - Finaliste : 2013, 2015 et 2020. \| |
| - Championnat de Bulgarie (14) : - Champion : 2012, 2013, 2014, 2015, 2016, 2017, 2018, 2019, 2020, 2021, 2022, 2023, 2024 et 2025 - Coupe de Bulgarie (4) : - Vainqueur : 2012, 2014, 2023 et 2025. - Finaliste : 2017 et 2024. - Supercoupe de Bulgarie (8) : - Vainqueur : 2012, 2014, 2018, 2019, 2021, 2022, 2023 et 2024. - Finaliste : 2013, 2015 et 2020.       |

### Bilan européen

#### Bilan
| Compétition              | P  | M   | V  | N  | D  | BP  | BC  | Diff. |
| ------------------------ | -- | --- | -- | -- | -- | --- | --- | ----- |
| Ligue des champions (C1) | 14 | 76  | 28 | 18 | 30 | 111 | 105 | +6    |
| Ligue Europa (C3)        | 10 | 81  | 25 | 25 | 31 | 106 | 103 | +3    |
| Ligue Conférence (C4)    | 1  | 10  | 5  | 1  | 4  | 13  | 14  | -1    |
| Total                    | 26 | 166 | 57 | 44 | 65 | 230 | 222 | +8    |

#### Résultats
Légende
- Victoire ou qualification pour le tour suivant
- Match nul
- Défaite ou élimination de la compétition

Note : dans les résultats ci-dessous, le score du club est toujours donné en premier.
| Saison    | Compétition             | Tour                | Club                     | Domicile | Extérieur | Total             |
| --------- | ----------------------- | ------------------- | ------------------------ | -------- | --------- | ----------------- |
| 2012-2013 | Ligue des champions     | Deuxième tour Q     | Dinamo Zagreb            | 1 - 1    | 2 - 3     | 3 - 4             |
| 2013-2014 | Ligue des champions     | Deuxième tour Q     | Slovan Bratislava        | 3 - 0    | 1 - 2     | 4 - 2             |
| 2013-2014 | Ligue des champions     | Troisième tour Q    | Partizan Belgrade        | 2 - 1    | 1 - 0     | 3 - 1             |
| 2013-2014 | Ligue des champions     | Barrages Q          | FC Bâle                  | 2 - 4    | 0 - 2     | 2 - 6             |
| 2013-2014 | Ligue Europa            | Groupe B            | PSV Eindhoven            | 2 - 0    | 2 - 0     | Premier           |
| 2013-2014 | Ligue Europa            | Groupe B            | Dinamo Zagreb            | 3 - 0    | 2 - 1     | Premier           |
| 2013-2014 | Ligue Europa            | Groupe B            | Tchornomorets Odessa     | 1 - 1    | 1 - 0     | Premier           |
| 2013-2014 | Ligue Europa            | Seizièmes de finale | Lazio Rome               | 3 - 3    | 1 - 0     | 4 - 3             |
| 2013-2014 | Ligue Europa            | Huitièmes de finale | Valence CF               | 0 - 3    | 0 - 1     | 0 - 4             |
| 2014-2015 | Ligue des champions     | Deuxième tour Q     | F91 Dudelange            | 4 - 0    | 1 - 1     | 5 - 1             |
| 2014-2015 | Ligue des champions     | Troisième tour Q    | Partizan Belgrade        | 0 - 0    | 2 - 2     | 2E - 2            |
| 2014-2015 | Ligue des champions     | Barrages Q          | Steaua Bucarest          | 1 - 0 ap | 0 - 1     | 1 - 1 (6 - 5 tab) |
| 2014-2015 | Ligue des champions     | Groupe B            | Real Madrid              | 1 - 2    | 0 - 4     | Quatrième         |
| 2014-2015 | Ligue des champions     | Groupe B            | FC Bâle                  | 1 - 0    | 0 - 4     | Quatrième         |
| 2014-2015 | Ligue des champions     | Groupe B            | Liverpool FC             | 2 - 2    | 1 - 2     | Quatrième         |
| 2015-2016 | Ligue des champions     | Deuxième tour Q     | Milsami Orhei            | 0 - 1    | 1 - 2     | 1 - 3             |
| 2016-2017 | Ligue des champions     | Deuxième tour Q     | Mladost Podgorica        | 2 - 0    | 3 - 0     | 5 - 0             |
| 2016-2017 | Ligue des champions     | Troisième tour Q    | Étoile rouge de Belgrade | 2 - 2    | 4 - 2     | 6 - 4             |
| 2016-2017 | Ligue des champions     | Barrages Q          | Viktoria Plzeň           | 2 - 0    | 2 - 2     | 4 - 2             |
| 2016-2017 | Ligue des champions     | Groupe A            | Paris Saint-Germain      | 1 - 3    | 2 - 2     | Troisième         |
| 2016-2017 | Ligue des champions     | Groupe A            | Arsenal FC               | 2 - 3    | 0 - 6     | Troisième         |
| 2016-2017 | Ligue des champions     | Groupe A            | FC Bâle                  | 0 - 0    | 1 - 1     | Troisième         |
| 2016-2017 | Ligue Europa            | Seizièmes de finale | FC Copenhague            | 1 - 2    | 0 - 0     | 1 - 2             |
| 2017-2018 | Ligue des champions     | Deuxième tour Q     | Žalgiris Vilnius         | 4 - 1    | 1 - 2     | 5 - 3             |
| 2017-2018 | Ligue des champions     | Troisième tour Q    | Hapoël Beer-Sheva        | 3 - 1    | 0 - 2     | 3 - 3E            |
| 2017-2018 | Ligue Europa            | Barrages Q          | Sūduva Marijampolė       | 2 - 0    | 0 - 0     | 2 - 0             |
| 2017-2018 | Ligue Europa            | Groupe A            | Sporting Braga           | 1 - 1    | 2 - 0     | Deuxième          |
| 2017-2018 | Ligue Europa            | Groupe A            | TSG Hoffenheim           | 2 - 1    | 1 - 1     | Deuxième          |
| 2017-2018 | Ligue Europa            | Groupe A            | Istanbul Başakşehir      | 1 - 2    | 0 - 0     | Deuxième          |
| 2017-2018 | Ligue Europa            | Seizièmes de finale | AC Milan                 | 0 - 3    | 0 - 1     | 0 - 4             |
| 2018-2019 | Ligue des champions     | Premier tour Q      | Crusaders FC             | 7 - 0    | 2 - 0     | 9 - 0             |
| 2018-2019 | Ligue des champions     | Deuxième tour Q     | MOL Vidi                 | 0 - 0    | 0 - 1     | 0 - 1             |
| 2018-2019 | Ligue Europa            | Troisième tour Q    | Zrinjski Mostar          | 1 - 0    | 1 - 1     | 2 - 1             |
| 2018-2019 | Ligue Europa            | Barrages Q          | Torpedo Koutaïssi        | 4 - 0    | 1 - 0     | 5 - 0             |
| 2018-2019 | Ligue Europa            | Groupe A            | Bayer Leverkusen         | 2 - 3    | 1 - 1     | Quatrième         |
| 2018-2019 | Ligue Europa            | Groupe A            | FC Zürich                | 1 - 1    | 0 - 1     | Quatrième         |
| 2018-2019 | Ligue Europa            | Groupe A            | AEK Larnaca              | 0 - 0    | 1 - 1     | Quatrième         |
| 2019-2020 | Ligue des champions     | Premier tour Q      | Ferencváros TC           | 2 - 3    | 1 - 2     | 3 - 5             |
| 2019-2020 | Ligue Europa            | Deuxième tour Q     | Valur Reykjavik          | 4 - 0    | 1 - 1     | 5 - 1             |
| 2019-2020 | Ligue Europa            | Troisième tour Q    | The New Saints FC        | 5 - 0    | 4 - 0     | 9 - 0             |
| 2019-2020 | Ligue Europa            | Barrages Q          | NK Maribor               | 0 - 0    | 2 - 2     | 2E - 2            |
| 2019-2020 | Ligue Europa            | Groupe H            | CSKA Moscou              | 5 - 1    | 1 - 1     | Deuxième          |
| 2019-2020 | Ligue Europa            | Groupe H            | Espanyol de Barcelone    | 0 - 1    | 0 - 6     | Deuxième          |
| 2019-2020 | Ligue Europa            | Groupe H            | Ferencváros TC           | 1 - 1    | 3 - 0     | Deuxième          |
| 2019-2020 | Ligue Europa            | Seizièmes de finale | Inter Milan              | 0 - 2    | 1 - 2     | 1 - 4             |
| 2020-2021 | Ligue des champions     | Premier tour Q      | Budućnost Podgorica      | N/A      | 3 - 1     | 3 - 1             |
| 2020-2021 | Ligue des champions     | Deuxième tour Q     | FC Midtjylland           | 0 - 1    | N/A       | 0 - 1             |
| 2020-2021 | Ligue Europa            | Barrages Q          | Dinamo Brest             | N/A      | 2 - 0     | 2 - 0             |
| 2020-2021 | Ligue Europa            | Groupe J            | Tottenham Hotspur        | 1 - 3    | 0 - 4     | Quatrième         |
| 2020-2021 | Ligue Europa            | Groupe J            | LASK                     | 1 - 3    | 3 - 4     | Quatrième         |
| 2020-2021 | Ligue Europa            | Groupe J            | Royal Antwerp FC         | 1 - 2    | 1 - 3     | Quatrième         |
| 2021-2022 | Ligue des champions     | Premier tour Q      | Chakhtior Salihorsk      | 1 - 0    | 1 - 0     | 2 - 0             |
| 2021-2022 | Ligue des champions     | Deuxième tour Q     | NŠ Mura                  | 3 - 1    | 0 - 0     | 3 - 1             |
| 2021-2022 | Ligue des champions     | Troisième tour Q    | Olympiakos               | 2 - 2 ap | 1 - 1     | 3 - 3 (4 - 1 tab) |
| 2021-2022 | Ligue des champions     | Barrages Q          | Malmö FF                 | 2 - 1    | 0 - 2     | 2 - 3             |
| 2021-2022 | Ligue Europa            | Groupe F            | SC Braga                 | 0 - 1    | 2 - 4     | Quatrième         |
| 2021-2022 | Ligue Europa            | Groupe F            | Étoile rouge de Belgrade | 0 - 1    | 0 - 1     | Quatrième         |
| 2021-2022 | Ligue Europa            | Groupe F            | FC Midtjylland           | 0 - 0    | 1 - 1     | Quatrième         |
| 2022-2023 | Ligue des champions     | Premier tour Q      | Sutjeska Nikšić          | 2 - 0    | 1 - 0     | 3 - 0             |
| 2022-2023 | Ligue des champions     | Deuxième tour Q     | Shamrock Rovers          | 3 - 0    | 1 - 2     | 4 - 2             |
| 2022-2023 | Ligue des champions     | Troisième tour Q    | Dinamo Zagreb            | 1 - 2    | 2 - 4     | 3 - 6             |
| 2022-2023 | Ligue Europa            | Barrages Q          | Žalgiris Vilnius         | 1 - 0    | 3 - 3 ap  | 4 - 3             |
| 2022-2023 | Ligue Europa            | Groupe C            | AS Rome                  | 2 - 1    | 1 - 3     | Troisième         |
| 2022-2023 | Ligue Europa            | Groupe C            | Real Betis               | 0 - 1    | 2 - 3     | Troisième         |
| 2022-2023 | Ligue Europa            | Groupe C            | HJK Helsinki             | 2 - 0    | 1 - 1     | Troisième         |
| 2022-2023 | Ligue Europa Conférence | Barrages            | RSC Anderlecht           | 1 - 0    | 1 - 2 ap  | 2 - 2 (0 - 3 tab) |
| 2023-2024 | Ligue des champions     | Premier tour Q      | KF Ballkani              | 4 - 0    | 0 - 2     | 4 - 2             |
| 2023-2024 | Ligue des champions     | Deuxième tour Q     | Olimpija Ljubljana       | 1 - 1    | 1 - 2     | 2 - 3             |
| 2023-2024 | Ligue Europa            | Troisième tour Q    | FK Astana                | 5 - 1    | 1 - 2     | 6 - 3             |
| 2023-2024 | Ligue Europa            | Barrages Q          | Ajax Amsterdam           | 1 - 4    | 1 - 0     | 2 - 4             |
| 2023-2024 | Ligue Europa Conférence | Groupe H            | Fenerbahçe SK            | 2 - 0    | 1 - 3     | Deuxième          |
| 2023-2024 | Ligue Europa Conférence | Groupe H            | Spartak Trnava           | 4 - 0    | 2 - 1     | Deuxième          |
| 2023-2024 | Ligue Europa Conférence | Groupe H            | FC Nordsjaelland         | 1 - 0    | 1 - 7     | Deuxième          |
| 2023-2024 | Ligue Europa Conférence | Barrages            | Servette FC              | 0 - 1    | 0 - 0     | 0 - 1             |
| 2024-2025 | Ligue des champions     | Premier tour Q      | Dinamo Batoumi           | 3 - 1    | 0 - 1     | 3 - 2             |
| 2024-2025 | Ligue des champions     | Deuxième tour Q     | Dinamo Minsk             | 2 - 0    | 0 - 1     | 2 - 1             |
| 2024-2025 | Ligue des champions     | Troisième tour Q    | Qarabağ FK               | 2 - 1    | 2 - 7 ap  | 4 - 8             |
| 2024-2025 | Ligue Europa            | Barrages Q          | CS Petrocub Hîncești     | 4 - 0    | 2 - 1     | 6 - 1             |
| 2024-2025 | Ligue Europa            | Phase de ligue      | Slavia Prague            | 0 - 2    | N/A       | 33e               |
| 2024-2025 | Ligue Europa            | Phase de ligue      | Viktoria Plzeň           | N/A      | 0 - 0     | 33e               |
| 2024-2025 | Ligue Europa            | Phase de ligue      | RSC Anderlecht           | N/A      | 0 - 2     | 33e               |
| 2024-2025 | Ligue Europa            | Phase de ligue      | Athletic Bilbao          | 1 - 2    | N/A       | 33e               |
| 2024-2025 | Ligue Europa            | Phase de ligue      | Lazio Rome               | N/A      | 0 - 0     | 33e               |
| 2024-2025 | Ligue Europa            | Phase de ligue      | AZ Alkmaar               | 2 - 2    | N/A       | 33e               |
| 2024-2025 | Ligue Europa            | Phase de ligue      | FC Midtjylland           | 0 - 2    | N/A       | 33e               |
| 2024-2025 | Ligue Europa            | Phase de ligue      | Olympique lyonnais       | N/A      | 1 - 1     | 33e               |
| 2025-2026 | Ligue des champions     | Premier tour Q      | Dinamo Minsk             | 1 - 0    | 2 - 2 ap  | 3 - 2             |
| 2025-2026 | Ligue des champions     | Deuxième tour Q     | HNK Rijeka               | 3 - 1 ap | 0 - 0     | 3 - 1             |
| 2025-2026 | Ligue des champions     | Troisième tour Q    | Ferencváros TC           | 0 - 0    | 0 - 3     | 0 - 3             |
| 2025-2026 | Ligue Europa            | Barrages Q          | FK Shkëndija             | -        | -         | -                 |

## Infrastructures

### Ludogorets Arena

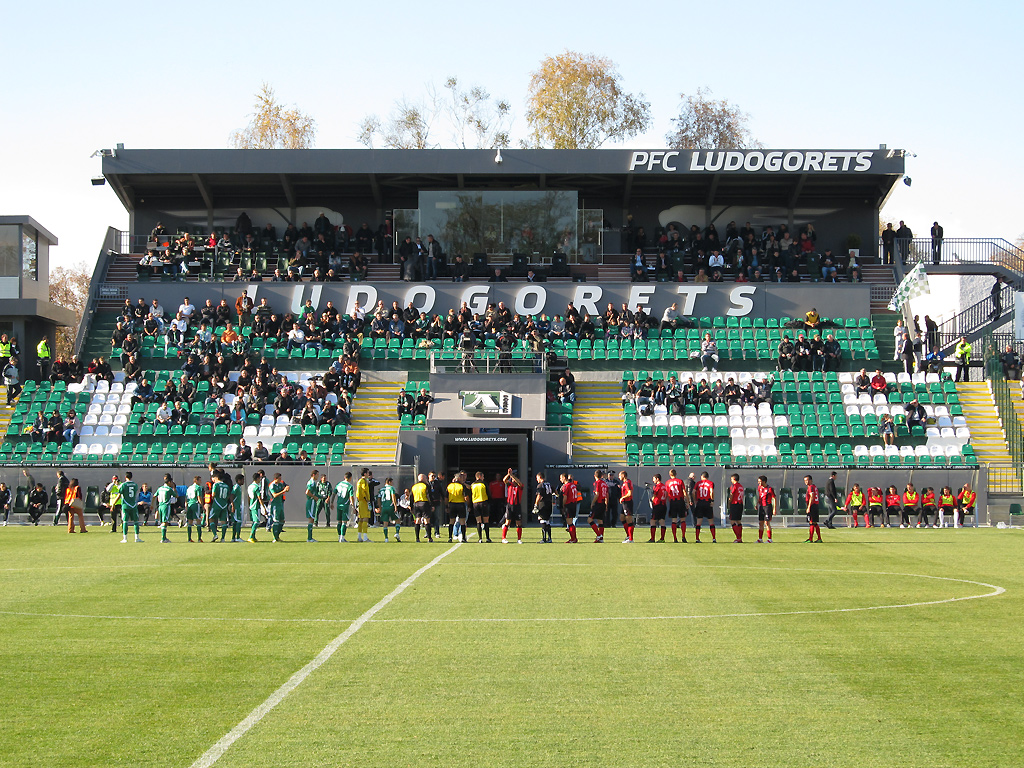
Tribune centrale de la Ludogorets Arena.

Le Ludogorets Razgrad évolue dans la Ludogorets Arena, stade qui était appelé initialement Dianko Stefanov, sa construction date des années 1950.
Avant sa rénovation en 2011, le stade ne répondait pas aux critères de la FIFA, et il était impossible d'y jouer les matchs de première division Bulgare. L'inauguration du stade rénové date du 25 septembre 2011 avec une victoire (2-1) contre le Levski Sofia.
Le 15 mai 2015 est inaugurée la nouvelle tribune nommée “Moți“.
Le propriétaire du club, Kiril Domuschiev, a décidé d'investir une dizaine de millions d'euros pour la rénovation de l'enceinte afin de répondre aux critères de l’UEFA, et ainsi jouer les compétitions européennes, pour l'instant les procédures administratives bloquent cette rénovation.

### Sport Center Ludogorets

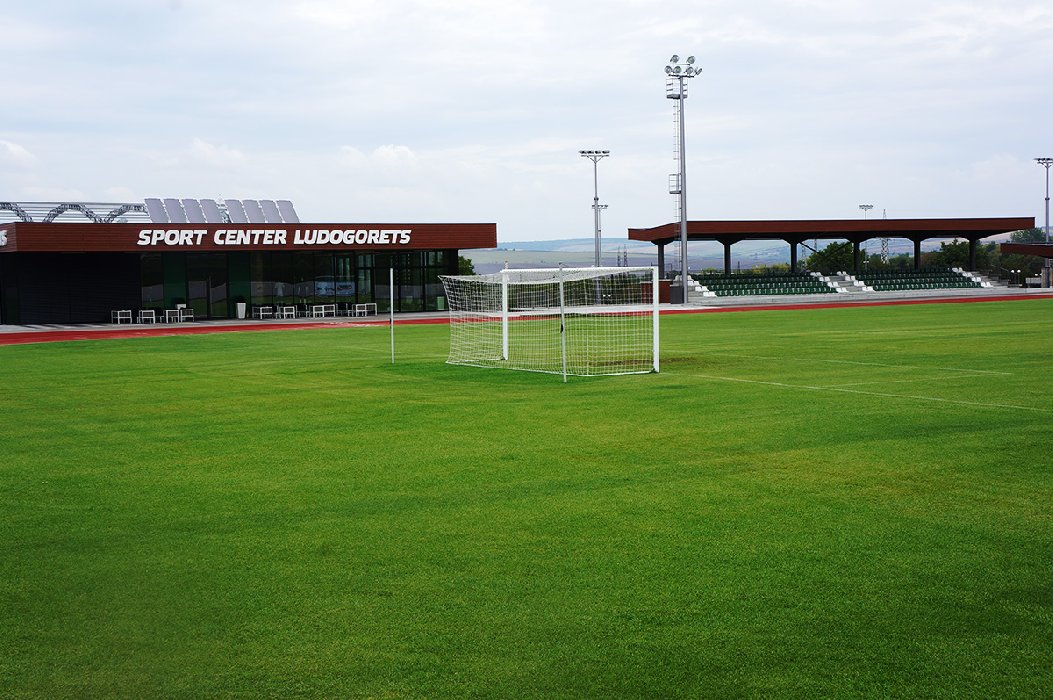
Le « Sport Center Ludogorets »

le Sport Center Ludogorets est inauguré le 21 juin 2012 par le premier ministre bulgare Boïko Borissov et Kiril Domuschiev, le propriétaire du club, Il fait partie des centres d’entraînement les plus modernes en Bulgarie et en Europe.
Le centre d'entrainement dispose d'un terrain avec de la pelouse naturelle, d'une piste d’athlétisme, d'un terrain avec pelouse synthétique, de deux petits terrains qui peuvent être couverts et chauffés pendant l'hiver, tous les terrains disposent d'éclairage, le centre d'entrainement dispose aussi d'une boutique officiel du club, d'une salle de fitness, d'un spa, d'une salle de conférence de presse, et d'un centre administratif, Les joueurs du centre de formation s'entraînent dans ce centre et la plupart y sont hébergés.
Le 6 avril 2017 est inaugurée l'agrandissement du centre d'entrainement avec notamment 5 terrains dont un synthétique, (l'un d'entre eux possède une tribune de 2000 places), un bâtiment avec des vestiaires, un centre de réhabilitation, et un cabinet pour les entraîneurs des équipes jeunes.

## Personnalités du club

### Présidents
- Aleksandar Aleksandrov

### Entraîneurs
La liste suivante présente les différents entraîneurs connus du club.
- Inconnu (1945-2010)
- Ivaylo Petev (juillet 2010-juillet 2013)
- Stoycho Stoev (juillet 2013-juillet 2014)
- Georgi Dermendzhiev (juillet 2014-juin 2015)
- Bruno Ribeiro (juillet 2015-août 2015)
- Eduard Eranosyan (août 2015-novembre 2015)
- Georgi Dermendzhiev (novembre 2015-août 2017)
- Dimitar Dimitrov (août 2017-juin 2018)
- Paulo Autuori (juillet 2018-octobre 2018)
- Antoni Zdravkov (octobre 2018-mars 2019)
- Stoycho Stoev (mars 2019-août 2019)
- Stanislav Genchev (septembre 2019-décembre 2019)
- Pavel Vrba (décembre 2019-octobre 2020)
- Stanislav Genchev (octobre 2020-décembre 2021)
- Valdas Dambrauskas (en) (janvier 2021-octobre 2021)
- Stanislav Genchev (depuis octobre 2021)

### Joueurs emblématiques
Parmi les joueurs ayant porté le maillot vert et blanc, certains ont marqué la récente histoire du club. En voici une liste non exhaustive :
- Dani Abalo (2013-2015)
- Mihail Aleksandrov (2010-2016)
- Alexandre Barthe (2011-2015)
- Roman Bezjak (2013-2015)
- Júnior Caiçara (2012-2015)
- Svetoslav Dyakov (2011-)
- Fábio Espinho (2013-2015)
- Emil Gargorov (2011-2013)
- Marcelinho (2011-)
- Yordan Minev (2011-)
- Cosmin Moți (2012-)
- Vladislav Stoyanov (2013-)

## Identité du club

### Image et identité
Les couleurs traditionnelles de Ludogorets sont le vert et blanc, la mascotte de l'équipe est un aigle nommée Fortuna qui a été offert par la Lazio Rome après leur élimination face à Ludogorets en seizième de finale de la Ligue Europa, l'aigle survole le stade lors des rencontres à domicile de Ludogorets.
En termes d'identité graphique, le club arbore depuis 1945 la même écusson traditionnel avec au centre la lettre L en cyrillique et le nom de la ville à droite, quelques petites modernisation graphiques sont à noter au cours des années, en juin 2016 le club décide de changer de design en introduisant le symbole du club l'aigle, le nom de la ville disparaît et laisse place au nom de la région qu'il représente.

### Historique du logo

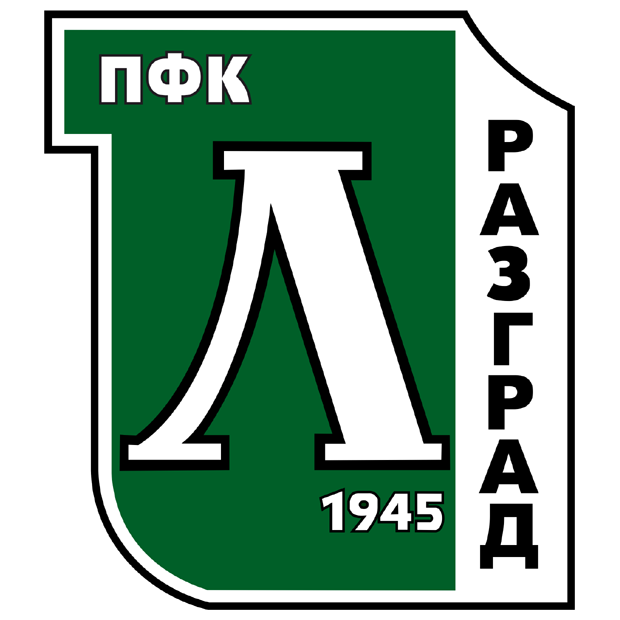
2011-2016
Depuis juin 2016

### Œuvre de charité
Le club participe à de nombreuses actions sociales et de charité, comme pendant son parcours en Ligue Europa lors de la saison 2013-2014. Le club a versé 20 % des parts de recettes de billetterie lors des matchs joués à domicile à une clinique de néonatologie basée à Sofia. Le club a également financé la construction d'un centre pour enfants atteints de cancer où les joueurs leur ont rendu visite.